# 杉崎健
杉崎 健（すぎざき けん、1983年6月9日 - ）は、東京都大田区出身のサッカーアナリスト。株式会社KSAP代表取締役。

## 来歴
修徳高等学校、日本大学卒業。データスタジアムを経て、2014年からヴィッセル神戸の分析担当を2年間務めた。
2016年はベガルタ仙台の分析担当を務め、2017年より横浜F・マリノスのテクニカルスタッフに就任、2020年をもって退任した。
2021年からはフリーのプロサッカーアナリストとして活動を開始し、パーソナルアナリストをしたり、オンラインサロンの立ち上げたりなど活動している。同年2月3日、東京大学運動会ア式蹴球部のテクニカルアドバイザーに就任した。同年12月16日、株式会社KSAPの代表取締役に就任。

## 指導歴
- 2014年 - 2015年  ヴィッセル神戸 分析担当
- 2016年  ベガルタ仙台 分析担当
- 2017年 - 2020年  横浜F・マリノス テクニカルスタッフ
- 2021年 -  東京大学運動会ア式蹴球部 テクニカルアドバイザー

## 著書
- サッカーアナリストのすゝめ 「テクノロジー」と「分析」で支える新時代の専門職（2021年4月30日、ソル・メディア、ISBN 978-4905349556）